# خوليو إغليسياس
خوليو إغليسياس (بالإسبانية: Julio Iglesias Rouget)‏ هو لاعب كرة قدم إسباني في مركز حراسة المرمى، ولد في 26 سبتمبر 1972 في أفيليس في إسبانيا. شارك مع منتخب إسبانيا تحت 16 سنة لكرة القدم ومنتخب إسبانيا تحت 18 سنة لكرة القدم. أما مع النوادي، فقد لعب مع ريال بلد الوليد ونادي ألباسيتي ونادي ألميريا ونادي برشلونة ب ونادي برشلونة ونادي تينيريفي ونادي خيريث ونادي قرطبة ونادي ليغانيس.